# Wujwicze
Wujwicze (biał. Вуйвічы; ros. Вуйвичи) – wieś na Białorusi, w obwodzie brzeskim, w rejonie pińskim, w sielsowiecie Boryczewicze, nad Styrem.
Znajduje się tu parafialna cerkiew prawosławna pw. św. Proroka Eliasza.

## Historia
W dwudziestoleciu międzywojennym leżały w Polsce, w województwie poleskim, w powiecie pińskim, w gminie Lemieszewicze. Po II wojnie światowej w granicach Związku Sowieckiego. Od 1991 w niepodległej Białorusi.
Urodził tu się polski wojskowy i attaché wojskowy płk. Mikołaj Kałłaur.

## Bibliografia

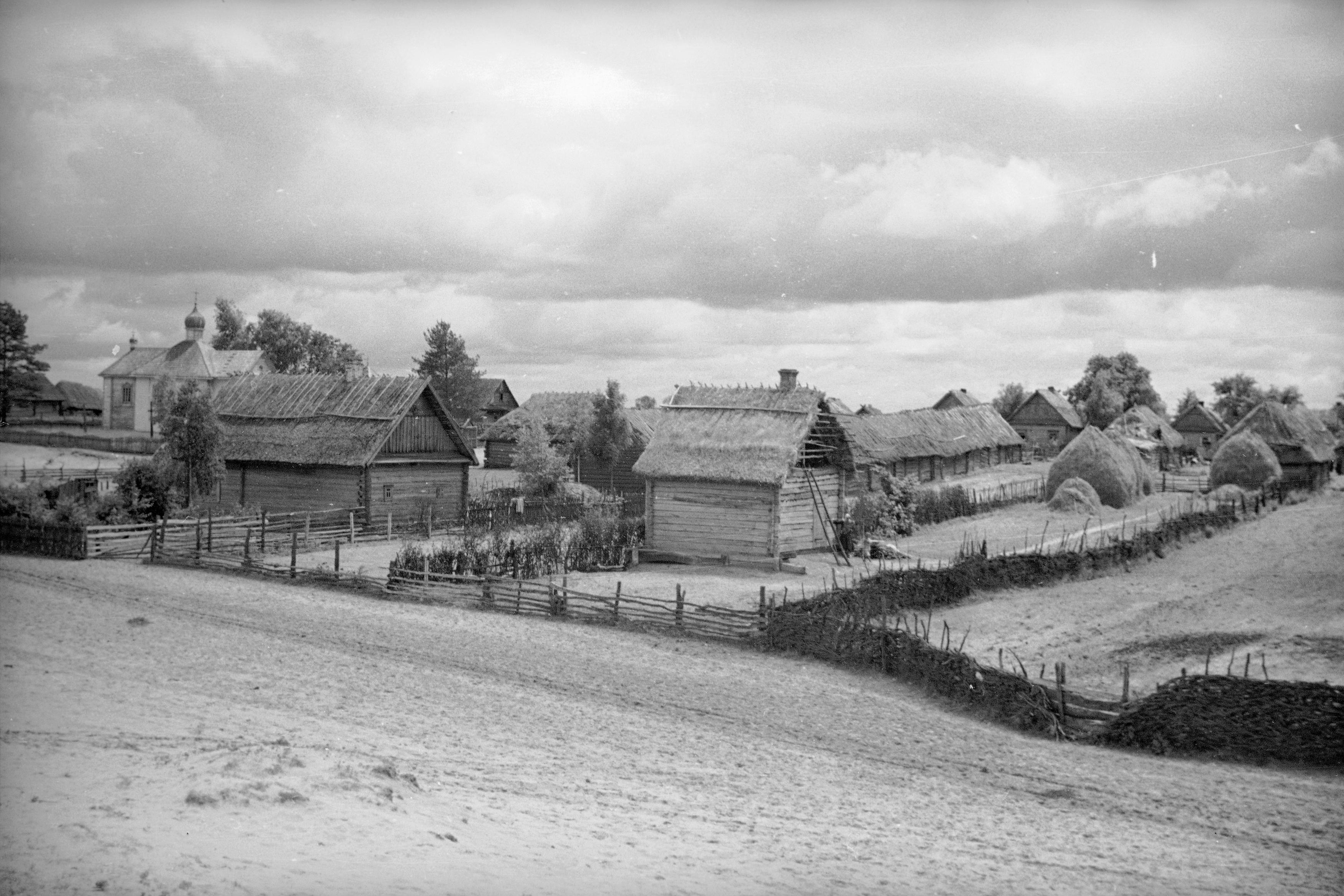
Wujwicze w 1936